# Minangkabau (folk)

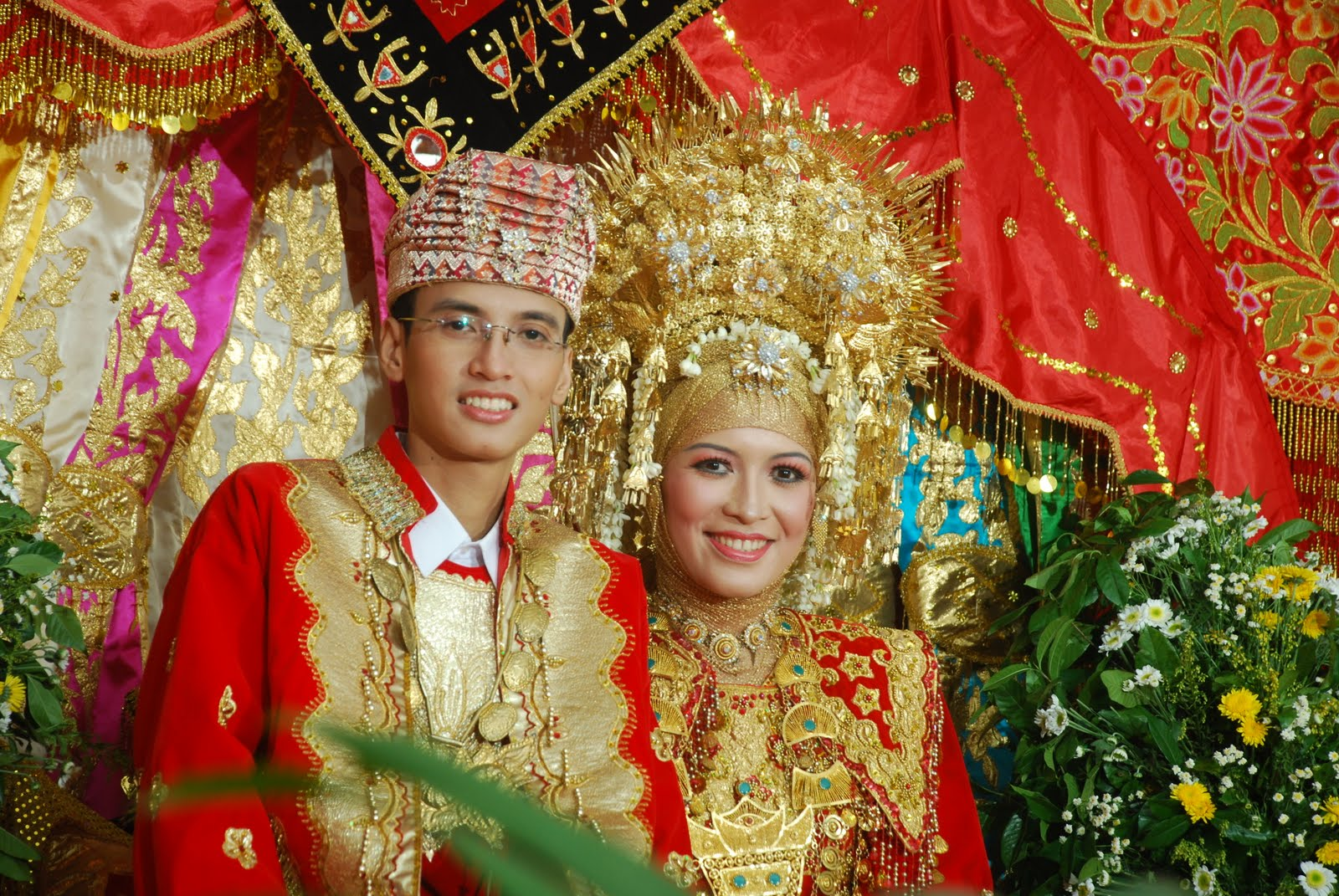
En minangkabauisk brud och brudgum.

Minangkabau[er] är en muslimsk folkgrupp i bergsområdena på västra Sumatra. Folket är cirka 6,5 miljoner till antalet, och de försörjer sig i första hand på risodling. I motsats till andra malajiska folk har de matrilinjär härstamning. Folket talar sitt eget malajiska språk, benämnt minangkabau. 

## Historia
Menangkabau var namnet på ett tidigare rike styrt av minangkabauerna på Sumatra. Ännu på 1400- och 1500-talen omfattade riket hela den mellersta delen av ön. Enligt vissa (äldre) källor betraktas området, folket och riket som malajernas egentliga hemort.
När portugiserna i början av 1500-talet först beträdde Sumatra, lutade riket till sitt fall, men den egentliga sammanstörtningen inträffade först 1688. De små furstendömen, som sedan utgjorde rester av detta rike, lydde under Nederländerna.